# Poesiomat (Nové Město na Moravě)
Poesiomat v Novém Městě na Moravě v okrese Žďár nad Sázavou stojí na Komenského náměstí v parku poblíž evangelického kostela a sochy J. A. Komenského.

## Historie
Poesiomat byl slavnostně odhalen 24. června 2016. Obsahuje tvorbu básníků Ludvíka Kundery, Jaroslava Seiferta, žďárské rodačky Vlasty Dvořáčkové a dalších. V roce 2016 si Nové Město připomínalo výročí mnoha rodáků z tohoto kraje nebo významných lidí, kteří zde žili, například dva rodáky z Jimramova Aloise Mrštíka a Jana Karafiáta.